# Championnat du Kazakhstan de football 2022
Navigation
Édition précédente Édition suivante
La saison 2022 de Premier-Liga de football est la 31e édition de la première division kazakhe. Elle regroupe quatorze équipes du pays, dont deux promus de deuxième division, au sein d'une poule unique où elles s'affrontent à deux reprises. Le tenant du titre est le Tobol Kostanaï.
Trois places qualificatives pour les compétitions européennes sont attribuées par le biais du championnat : une pour le premier tour de qualification de la Ligue des champions 2023-2024 et deux pour la Ligue Europa Conférence 2023-2024 (au deuxième et premier tour de qualification). Une autre place pour cette dernière compétition est également garantie au vainqueur de la Coupe du Kazakhstan 2022. Les deux derniers du championnat sont quant à eux relégués en deuxième division.
Le FK Astana est sacré champion à l'issue de la saison et remporte son septième titre.

## Participants
| \| Astana Almaty Chimkent Karaganda Taraz Kostanaï Petropavl Aqtaw Atyraou Aktobe Oural Turkestan Aksou Maktaaral \| Localisation des clubs. |
| Astana Almaty Chimkent Karaganda Taraz Kostanaï Petropavl Aqtaw Atyraou Aktobe Oural Turkestan Aksou Maktaaral                               |

Les relégations du Jetyssou Taldykourgan et du Kaysar Kyzylorda à l'issue de la saison précédente sont compensés par les montées du FK Aksou (en) et du FK Maktaaral (en), qui ont terminés dans les deux premières places de la deuxième division lors de la saison 2021 et font chacun leurs débuts dans l'élite.
Légende des couleurs
- Premier tour de qualification de la Ligue des champions 2022-2023
- Deuxième tour de qualification de la Ligue Europa Conférence 2022-2023
- Promu de la deuxième division 2021

| Club                    | Présent depuis | Classement 2021 | Stade                        | Capacité théorique |
| ----------------------- | -------------- | --------------- | ---------------------------- | ------------------ |
| FK Tobol Kostanaï       | 1999           | 1er             | Stade central                | 10 500             |
| FK Astana               | 2009           | 2e              | Astana Arena (Noursoultan)   | 30 000             |
| FK Kaïrat Almaty        | 2010           | 3e              | Stade central                | 25 057             |
| FK Kyzyljar Petropavl   | 2020           | 4e              | Stade Karasai                | 11 000             |
| FK Ordabasy Chimkent    | 2003           | 5e              | Stade Kazhymukan Munaitpasov | 35 000             |
| FK Chakhtior Karagandy  | 1992           | 6e              | Stade Chakhtior              | 20 000             |
| FK Aktobe               | 2021           | 7e              | Stade central                | 13 200             |
| FK Kaspiy Aqtaw         | 2020           | 8e              | Stade Jastar                 | 5 000              |
| FK Akjaïyk Oural        | 2021           | 9e              | Stade Petr Atoyan            | 8 320              |
| FK Taraz                | 2019           | 10e             | Stade central                | 11 525             |
| FK Atyraou              | 2021           | 11e             | Stade Mounaïchi              | 8 690              |
| FK Turan Turkestan (en) | 2021           | 12e             | Turkestan Arena              | 7 000              |
| FK Aksou (en)           | 2022           | 1er (D2)        | Stade central (Pavlodar)     | 11 828             |
| FK Maktaaral (en)       | 2022           | 2e (D2)         | Turkestan Arena              | 7 000              |

## Compétition

### Règlement
Les équipes se rencontrent deux fois, pour un total de 26 matchs chacun. Le classement est établi sur le barème de points classique, une victoire valant trois points, un match nul un seul et défaite aucun.
En cas d'égalité de points, le premier critère de départage est la différence de buts générale, suivi du nombre de matchs remportés puis du nombre de buts marqués, de manière générale puis à l'extérieur. Si deux équipes sont toujours à égalité après application de ces critères, elles sont alors départagées selon les résultats obtenus lors des confrontations directes entre les équipes concernées. Si cela ne suffit toujours pas, elles sont alors départagées par un tirage au sort.

### Classement
| Rang | Équipe                  | Pts | J  | G  | N  | P  | Bp | Bc | Diff |
| ---- | ----------------------- | --- | -- | -- | -- | -- | -- | -- | ---- |
| 1    | FK Astana               | 53  | 26 | 16 | 5  | 5  | 65 | 24 | +41  |
| 2    | FK Aktobe               | 52  | 26 | 16 | 4  | 6  | 43 | 28 | +15  |
| 3    | FK Tobol Kostanaï T     | 47  | 26 | 14 | 5  | 7  | 46 | 33 | +13  |
| 4    | FK Kaïrat Almaty        | 42  | 26 | 12 | 6  | 8  | 34 | 36 | -2   |
| 5    | FK Ordabasy Chimkent C  | 38  | 26 | 12 | 5  | 10 | 36 | 39 | -3   |
| 6    | FK Aksou (en) P         | 36  | 26 | 11 | 3  | 12 | 32 | 37 | -5   |
| 7    | FK Chakhtior Karagandy  | 32  | 26 | 9  | 5  | 12 | 34 | 35 | -1   |
| 8    | FK Maktaaral (en) P     | 31  | 26 | 8  | 7  | 11 | 28 | 38 | -10  |
| 9    | FK Kaspiy Aqtaw         | 31  | 26 | 9  | 4  | 13 | 26 | 42 | -16  |
| 10   | FK Kyzyljar Petropavl   | 30  | 26 | 7  | 9  | 10 | 33 | 32 | +1   |
| 11   | FK Atyraou              | 29  | 26 | 7  | 8  | 11 | 30 | 39 | -9   |
| 12   | FK Taraz                | 28  | 26 | 6  | 10 | 10 | 27 | 29 | -2   |
| 13   | FK Turan Turkestan (en) | 28  | 26 | 6  | 10 | 10 | 25 | 35 | -10  |
| 14   | FK Akjaïyk Oural        | 25  | 26 | 6  | 7  | 13 | 19 | 31 | -12  |

Qualifications européennes
- 1er : premier tour de qualification
- C et 2e : deuxième tour de qualification
- 3e : premier tour de qualification
- 12e au 14e : relégation en deuxième division
- T : Tenant du titre
- C : Vainqueur de la Coupe du Kazakhstan 2022
- S : Vainqueur de la Supercoupe du Kazakhstan 2022
- P : Promu de deuxième division

### Résultats
| Résultats (▼dom., ►ext.)                                   | AKJ | AKS | AKT | AST | ATY | CHA | KRT | KAS | KYZ | MAK | ORD | TAR | TOB | TUR |
| FK Akjaïyk Oural                                           |     | 0-1 | 3-1 | 1-0 | 4-2 | 1-2 | 0-0 | 2-0 | 2-2 | 0-0 | 0-1 | 0-0 | 1-3 | 1-1 |
| FK Aksou (en)                                              | 1-0 |     | 1-2 | 1-0 | 2-1 | 1-1 | 1-2 | 2-0 | 1-0 | 4-2 | 2-2 | 1-2 | 3-0 | 2-0 |
| FK Aktobe                                                  | 2-1 | 1-0 |     | 4-1 | 2-1 | 1-1 | 4-1 | 4-0 | 1-0 | 1-0 | 3-1 | 1-0 | 2-1 | 3-2 |
| FK Astana                                                  | 4-0 | 5-0 | 1-0 |     | 5-1 | 0-3 | 6-0 | 4-0 | 1-0 | 4-0 | 6-0 | 2-1 | 1-2 | 3-3 |
| FK Atyraou                                                 | 0-1 | 0-0 | 0-2 | 1-1 |     | 2-2 | 1-2 | 3-2 | 3-3 | 2-1 | 2-1 | 0-0 | 2-1 | 0-2 |
| FK Chakhtior Karagandy                                     | 0-1 | 4-2 | 2-3 | 2-3 | 0-0 |     | 0-2 | 0-1 | 1-2 | 5-1 | 1-0 | 1-0 | 4-1 | 0-0 |
| FK Kaïrat Almaty                                           | 2-0 | 2-0 | 2-0 | 0-4 | 0-3 | 2-0 |     | 1-0 | 1-1 | 1-0 | 1-2 | 1-1 | 2-3 | 0-1 |
| FK Kaspiy Aqtaw                                            | 0-0 | 1-0 | 2-0 | 0-3 | 2-1 | 4-0 | 2-2 |     | 1-0 | 2-4 | 2-1 | 2-1 | 0-0 | 0-2 |
| FK Kyzyljar Petropavl                                      | 2-0 | 2-1 | 1-1 | 0-2 | 3-1 | 0-1 | 1-2 | 4-1 |     | 1-1 | 4-0 | 1-1 | 1-3 | 3-1 |
| FK Maktaaral (en)                                          | 1-0 | 2-1 | 1-1 | 0-3 | 1-1 | 0-2 | 0-1 | 2-1 | 1-1 |     | 0-0 | 0-1 | 2-1 | 2-0 |
| FK Ordabasy Chimkent                                       | 2-0 | 3-0 | 2-2 | 1-2 | 2-0 | 1-0 | 2-1 | 4-1 | 3-1 | 1-1 |     | 3-2 | 3-1 | 1-2 |
| FK Taraz                                                   | 2-0 | 3-4 | 3-0 | 1-1 | 0-1 | 2-1 | 1-1 | 1-1 | 0-0 | 0-1 | 1-0 |     | 0-2 | 2-3 |
| FK Tobol Kostanaï                                          | 1-0 | 2-0 | 1-0 | 1-1 | 0-2 | 3-1 | 2-2 | 1-0 | 2-0 | 4-2 | 4-0 | 2-2 |     | 3-0 |
| FK Turan Turkestan (en)                                    | 1-1 | 0-1 | 0-2 | 2-2 | 0-0 | 2-0 | 1-3 | 0-1 | 0-0 | 0-3 | 0-0 | 0-0 | 2-2 |     |
| - Victoire à domicile - Match nul - Victoire à l'extérieur |     |     |     |     |     |     |     |     |     |     |     |     |     |     |